# Foix
Foix es una localidad y comuna francesa capital del departamento de Ariège, en la región de Occitania.

## Toponimia
La localidad recibe el nombre de «Foix» en francés ['fwa]. En occitano, la lengua regional, se la denomina «Fois» [ˈfujʃ].

## Ubicación
Situada en la confluencia del Arget con el Ariège, en el llamado Pays de Foix, comarca que se corresponde aproximadamente con el núcleo del antiguo condado de Foix. 

## Historia
Sus monumentos más destacados son el castillo de los condes (del siglo XI) con tres torres de los siglos XII, XIV y XV, y la iglesia gótica de la abadía consagrada a san Volusiano, arzobispo de Tours en el siglo V. La ciudad surgió en torno a un oratorio construido por Carlomagno que en el siglo X se convirtió en dicha abadía, que sobrevivió hasta la Revolución francesa.
Durante la existencia del Condado de Foix (en occitano, Païs de Fois o Comtat de Fois), al igual que el resto de entidades soberanas en el territorio de la histórica Occitania, se tuvo una relación favorable con la Corona de Aragón, principalmente por el protectorado que existía en la Provenza. En 1278, el entonces Conde de Foix, Roger Bernardo III de Foix (en occitano, Ròger Bernat III de Fois), fue, junto el entonces Obispo de Urgel, Pedro de Urgio (en catalán, Pere d'Urtx), una figura clave para la firma de los Pariajes (en catalán, pariatges, y según la Constitución del Principado de Andorra, pareatges), que conllevaron a la cosoberanía, bajo título de copríncipes (con el significado de gobernadores) de un posterior feudo bipartito en el área que aproximadamente hoy comprende Andorra (que antes pertenecía plenamente a la Corona de Aragón), y que articularía su posterior independencia como Estado soberano.
La absorción del condado en 1607, al ascender Enrique III de Navarra al trono francés, implicó la pérdida de su autonomía ininterrumpida de seis siglos, transfiriendo su soberanía a la corona gala.
Como el resto de ciudades y regiones distintas de la ciudad de París o, más generalmente, del norte de Francia, en 1789, la Revolución francesa inició su persecución radical de la religión, las lenguas ajenas al francés (occitano, catalán, euskera, bretón, entre otras). Foix, junto al resto de la extinta área sobre la que ejercía soberanía, fue anexionado en 1790 al departamento francés de Ariège (en occitano, Arièja).
Después de la guerra civil española, muchos exiliados optaron por huir a zonas dispersas de Francia y de Hispanoamérica (especialmente a México y a Argentina). En este escenario, ciudades como Perpiñán, Tolosa o, en este caso, Foix, fueron escenarios clave para el exilio de civiles y militares republicanos tras la victoria del bando sublevado. Especial ayuda aportaron los exiliados en la Segunda Guerra Mundial, debido a la experiencia ganada en el anterior conflicto.
Como dato curioso, en 1944, miembros del PCE, que estaban establecidos en esta y en otras ciudades cercanas a la frontera, trataron de iniciar una contrarrevolución partiendo del Valle de Arán (aprovechando al aislamiento que dejaba que este territorio estuviera al otro lado de los Pirineos, igual que Llivia) para recuperar el control de España, si bien, a pesar de haber sido Francia recientemente liberada cuatro meses antes, acabó siendo un conflicto de menos de una semana de duración que acabó ganando el ya establecido gobierno franquista, principalmente por la enorme presencia de militares en todas las fronteras, con especial atención tanto en la frontera con Francia como en La Raya.

## Demografía
| 8156 | 9331 | 9599 | 9282 | 9964 | 9109 |
| Para los censos de 1962 a 1999 la población legal corresponde a la población sin duplicidades (Fuente: INSEE [Consultar]) |      |      |      |      |      |

## Monumentos de interés
- Castillo de Foix, también conocido como castillo de los Condes.

## Hermanamientos
- Andorra la Vieja (Andorra)
- Lérida (España)